# Olivedos
Olivedos là một đô thị thuộc bang Paraíba, Brasil. Đô thị này có diện tích 317,9 km², dân số năm 2007 là 3489 người, mật độ 9,6 người/km².